# Nyctemera stresemanni
Nyctemera stresemanni är en fjärilsart som beskrevs av W.Rothschild 1915. Nyctemera stresemanni ingår i släktet Nyctemera och familjen björnspinnare. Inga underarter finns listade i Catalogue of Life.